# Trupanea repleta
Trupanea repleta är en tvåvingeart som först beskrevs av Mario Bezzi 1918.  Trupanea repleta ingår i släktet Trupanea och familjen borrflugor. Inga underarter finns listade i Catalogue of Life.